# Viola dirimliensis
Viola dirimliensis är en violväxtart som beskrevs av Blaxland. Viola dirimliensis ingår i släktet violer, och familjen violväxter. Inga underarter finns listade i Catalogue of Life.